# Georg Rohde
Georg Rohde (* 23. Dezember 1899 in Berlin; † 21. Oktober 1960 ebenda) war ein deutscher Altphilologe.

## Leben
Rohde stammte aus einfachen Verhältnissen. Sein Vater war Straßenbahnschaffner in Berlin, die Familie katholisch. Nur unter Entbehrungen konnte Rohde – der von den Eltern für den Priesterberuf bestimmt war – das renommierte Gymnasium zum Grauen Kloster in Berlin besuchen, wo seine Liebe zur Antike und zu den klassischen Sprachen geweckt wurde.
Rohde studierte Klassische Philologie in Berlin und in Marburg, während des Studiums arbeitete er als Werkstudent. Über seinen Freund Friedrich Wolters, Professor in Marburg, war Rohde mit der Dichtung Stefan Georges in Berührung gekommen, gehörte aber nie zum engeren George-Kreis. Seine Dissertation über Vergil im Jahr 1924 wurde überaus günstig beurteilt. Nach der Promotion blieb Rohde in Marburg, zuerst als Assistent am Philologischen Seminar, später als Leiter der Vorbereitungskurse für das große und kleine Latinum. Die Habilitation über Die Kultsatzungen der römischen Pontifices folgte 1931. 1932 wurde ihm die Wahrnehmung des Lehrstuhls seines Lehrers Paul Friedländer übertragen.
Das Jahr 1933 bedeutete eine Wende in Rohdes Leben: Eine weitere akademische Karriere wurde ihm in Deutschland unmöglich gemacht, weil seine Frau Irmgard Rohde (1898–1979), eine Tochter von Siegfried Kalischer, Jüdin war. Ihm wurde nahegelegt, die Scheidung zu erwirken – ein Weg, der für den überzeugten Katholiken nicht gangbar war. Im November 1933 unterzeichnete er das Bekenntnis der deutschen Professoren zu Adolf Hitler. 1935 erhielt Rohde auf Empfehlung des Philologen Eduard Norden einen Ruf an die im Aufbau befindliche Universität Ankara, an der er ein Institut für Klassische Philologie und die dazugehörige Bibliothek gründete. Außerdem widmete sich Rohde in Ankara einer intensiven Übersetzungsarbeit; gemeinsam mit seiner Schülerin Azra Erhat gab er die bis heute sehr beliebte Literaturreihe Dünya Edebiyatından Tercümeler (Übersetzungen aus der Literaturwelt) heraus, in der die meisten griechischen Philosophen erstmals in türkischer Sprache erschienen. Im türkischen Exil schloss Rohde enge Freundschaft mit Ernst Reuter (SPD), dem späteren Regierenden Bürgermeister von Berlin.
Auf Veranlassung Reuters wurde Rohde 1949 als erster Klassischer Philologe an die neu gegründete Freie Universität Berlin berufen, an der er bis zu seinem Tode tätig war. Im Universitätsjahr 1952/53 wurde er zum Rektor der FU gewählt, 1954/1955 zum Prorektor.

## Werke
- De Vergili eclogarum forma et indole. Ebering, Berlin 1925 (Dissertation).
- Das Leben des heiligen Porphyrios, Bischofs von Gaza. Bard, Berlin 1927.
- Die Bedeutung der Tempelgründungen im Staatsleben der Römer. Elwert, Marburg 1932.
- Die Kultsatzungen der Römischen Ponitifices. Töpelmann, Berlin 1936.
- mit Walther G. Oschilewski, Arno Scholz: Ernst Reuter. Ein Leben für Freiheit und Menschlichkeit. Arani, Berlin-Grunewald 1954.
- Studien und Interpretationen zur antiken Literatur Religion und Geschichte. Herausgegeben von Irmgard Rohde und Bernhard Kytzler. De Gruyter, Berlin 1963.